# Kim Sonier
Kim Sonier (3 de abril de 1961) es una deportista estadounidense que compitió en ciclismo de montaña en la disciplina de descenso. Ganó dos medallas de plata en el Campeonato Mundial de Ciclismo de Montaña, en los años 1992 y 1993.

## Palmarés internacional
| Campeonato Mundial | Campeonato Mundial | Campeonato Mundial | Campeonato Mundial |
| Año                | Lugar              | Medalla            | Competición        |
| ------------------ | ------------------ | ------------------ | ------------------ |
| 1992               | Bromont (Canadá)   | Medalla de plata   | Descenso           |
| 1993               | Métabief (Francia) | Medalla de plata   | Descenso           |